# Giacomo Sartori (scrittore)
Giacomo Sartori (Trento, 1958) è uno scrittore e agronomo italiano, autore di romanzi, racconti, poesie e testi teatrali.

## Biografia
Di formazione agronomo specializzato in scienza del suolo, abilitato a professore di seconda fascia (pedologia), ha lavorato nell'ambito della cooperazione internazionale in vari paesi del sud del mondo, e ha al suo attivo molte pubblicazioni scientifiche sui suoli e sui paesaggi alpini. Di recente ha pubblicato una raccolta di scritti sui rapporti tra agricoltura e ambiente, con prefazione di Carlo Petrini (Coltivare la natura, Kellermann, 2023, finalista al Premio Letterario Internazionale Casinò di Sanremo Antonio Semeria).
Ha cominciato a scrivere dopo i trent'anni, senza abbandonare l'attività scientifica. Tre romanzi, a partire da altrettanti fatti di cronaca, sono ambientati nelle valli alpine del Trentino-Alto Adige. Due romanzi raccontano il fascismo, nella sua dimensione famigliare, e in riferimento agli ultimi mesi dell'esistenza di uno dei suoi maggiori protagonisti, Galeazzo Ciano. Tra le opere più recenti, due romanzi distopici centrali sui rapporti dell'umanità con la natura, narrano rispettivamente, in un registro comico, l'esistenza quotidiana di Dio (Sono Dio, NN Editore), e la breve parabola di un essere artificiale privo di corpo (Baco, Exòrma). A dispetto dei temi e dei registri diversi, la sua scrittura scandaglia sempre la dimensione intima, e in particolare quello spazio solo parzialmente cosciente nel quale le emozioni e le sensazioni diventano linguaggio.
Alcuni suoi romanzi e racconti sono tradotti in francese, inglese, tedesco e olandese. La traduzione americana del suo romanzo Sono Dio è stata inserita tra i libri dell'anno del Financial Times (Best Books of 2019), e ha vinto i premi Foreword Indies 2019 (Gold winner for Literary) e 2020 Italian Prose in Translation Award. Il suo romanzo Baco (2019) è stato finalista al Premio Procida 2020, e al Premio Gelmi 2020-2021.La traduzione americana è finalista al Philip K. Dick Award 2022. Il romanzo Fisica delle separazioni è stato finalista del Premio Chianti 2023. 
È membro del blog collettivo "Nazione Indiana".

## Pubblicazioni

### Romanzi
- Giacomo Sartori, Tritolo, il Saggiatore, 1999; Laurana 2015 (e-book)
- Giacomo Sartori, Anatomia della battaglia, Sironi, 2005; TerraRossa, 2025
- Giacomo Sartori, Sacrificio, peQuod, 2007; Italic & Pequod, 2013
- Giacomo Sartori, Cielo Nero, Gaffi, 2011
- Giacomo Sartori, Rogo, CartaCanta, 2015
- Giacomo Sartori, Sono dio, NN Editore, 2016
- Giacomo Sartori, Baco, Exòrma, novembre 2019

### Raccolte di racconti
- Giacomo Sartori, Di solito mi telefona il giorno prima, il Saggiatore, 1996
- Giacomo Sartori, Autismi, Sottovoce, 2010; Miraggi 2018
- Giacomo Sartori, Avventure, Senzapatria, 2011
- Giacomo Sartori e Marino Magliani, Zoo a due, Perdisa Pop, 2013
- Giacomo Sartori, Paolo Morelli, Marino Magliani, Animali non addomesticabili, Exòrma, 2019
- Giacomo Sartori, Fisica delle separazioni, Exòrma, 2022

### Libri illustrati
- Giacomo Sartori, Bestiario, illustrazioni di Barbara Ruzziconi, POSTERgiovani, 1996
- Giacomo Sartori, Diluvio,  illustrazioni di Luca Coser, Claudio Nicolodi Editore, 1999
- Giacomo Sartori, Dentro, fotografie di Dario Coletti e opere di Luca Coser, Postcart, 2014
- Giacomo Sartori e Elena Tognoli, Rasoterra, Il Cardo (Edolo), 2024

### Poesie
- Giacomo Sartori, I muri di K., ediz. digitale: Biblioteca di RebStein, 2013
- Giacomo Sartori, Mater amena, Arcipelago Itaca, 2019

### Testi in antologie
- La geografia della mia infanzia, in Lettere da Nordest, a cura di C. Dorigo e E. Tiveron, Helvetia Editrice, 2019
- Dimenticando l'alito di trenino elettrico, in Indifferenza (E. Affinati, M. Balzano, C. Durastanti, H. Janeczek, G. Sartori), a cura di G. Accardo, Alphabeta Verlag, 2020
- My seclusion, in And we came outside and saw the stars again: Writers from around the world on the COVID-19 Pandemic, Restless Books, 2020
- A qui vais-je apporter, in ALTROVE, antologia bilingue della poesia italiana in francia, Ensemble, 2024

### Testi teatrali
- Sacrificio; prima messa in scena: 2013 (produzione: Gruppo Stradanova-Slow Theatre, Provincia di Trento e Centro Servizi Culturali Santa Chiara)
- La mia città (monologo): premio Per voce sola 2013 (2º classificato); pubblicato nell'antologia Per voce sola 13 (Nerosubianco, 2013)
- Cielo nero: premio Passione Drammaturgia 2013, premio portale Sipario 2013 (pubblicato in Sipario.it, 2013)

### Saggi
- Giacomo Sartori, Coltivare la natura (Cibarsi nutrendo la terra), Kellermann Editore, 2023
- Giacomo Sartori, Sillabario della terra, Piano B Edizioni, ottobre 2025

## Premi
- Premio Settembrini 2010 (finalista)
- Premio Frontiere-Grenzen 2011
- Premio Settembrini 2012 (finalista)
- Premio La tua montagna, le tue emozioni 2015
- Premio Procida-Isola di Arturo-Elsa Morante 2020 (finalista)
- Premio Francesco Gelmi di Caporiacco 2020-2021 (finalista)
- Philip K. Dick Award 2021 (finalista)
- Premio Letterario Internazionale Casino’ di Sanremo Antonio Semeria 2023 (finalista)
- Trafika Europe Literary Prizes 2025: runner up (prose)
- Premio Renato Fucini 2025 (menzione speciale)